# Marisaurus jeffi
Il marisauro (Marisaurus jeffi) è un dinosauro erbivoro appartenente ai sauropodi. Visse nel Cretaceo superiore (Maastrichtiano, circa 70 milioni di anni fa) e i suoi resti fossili sono stati ritrovati in Pakistan.

## Classificazione
Questo dinosauro è stato denominato per la prima volta nel 2004 e descritto ufficialmente nel 2006, sulla base di alcuni resti fossili ritrovati nella regione del Balochistan (Pakistan occidentale) e provenienti dal Vitakri Member della formazione Pab. L'olotipo consiste in alcune vertebre caudali, ma allo stesso animale sono stati ascritti anche ossa delle zampe, numerose altre vertebre e un cranio parziale. L'autore della descrizione lo ha assegnato alla famiglia Balochisauridae (insieme a Balochisaurus), che corrisponderebbe ai ben noti saltasauridi del Sudamerica. 